# Tarjei Sandvik Moe
Tarjei Sandvik Moe, född 24 maj 1999 i Oslo i Norge, är en norsk skådespelare. Han fick sitt genombrott när han spelade rollen som Isak Valtersen i dramaserien SKAM, som sändes på NRK mellan 2015 och 2017. 

## Biografi
Sandvik Moe utbildade sig på Hartvig Nissens skola, vilken är den gymnasieskola som SKAM till stor del utspelade sig på. Han är barnbarn till den norska skådespelaren Torgils Moe.

## Karriär
Tarjei Sandvik Moe slog igenom för en stor publik genom ungdomsserien SKAM. Han medverkade i seriens alla fyra säsonger mellan 2015 och 2017 och hans karaktär Isak Valtersen var seriens huvudperson i den tredje säsongen, som sändes på NRK under hösten 2016. Inför premiären för den tredje säsongen, i september 2016, medverkade han i Skavlan tillsammans med Josefine Frida Pettersen, som spelade Noora Sætre i SKAM.
År 2017 nominerades Tarjei Sandvik Moe i kategorin Bästa manliga skådespelare i den norska tv-priset Gullrutten för sin insats i SKAM. Serien var även nominerad till årets TV-ögonblick, och vann med scenen "O helga natt" från avsnitt 9 i säsong 3, en scen som Sandvik Moe medverkade i tillsammans med Henrik Holm. De två vann även Publikspriset.Han medverkade i en mindre biroll i TV-serien Melk på Norska TV3 2017. Han spelade eleven Markus i den norska filmen En affære, som hade premiär 2018. Detta var hans första roll i en långfilm.
Tarjei Sandvik Moe har även skrivit manus för en kortfilm, Vi burde ha vært på film. Han spelar där också huvudrollen som Alvin. I december 2020 kommer filmen Gledelig jul ha premiär, med Sandvik Moe i en av rollerna. Filmen är regisserad av Henrik Martin Dahlsbakken, som även regisserade En affære.
Sandvik Moe är anställd på Oslo Nye Teater, och har där medverkat i flera uppsättningar; Snøfall, En sporvogn til begjær och Min briljante venninne. Han har även medverkat i flera pjäser på Antiteateret, så som What would Jesus do, Det går bra och Nyanser av gris. 2018 medverkade han också i en norsk uppsättning av musikalen Grease, där han spelade karaktären Doody.
Sandvik Moe och Ida Haugen är med i en musikvideo av den norska gruppen No. 4, där de dansar till låten Hva kjærlighet er. Sandvik Moe själv är även med i musikvideon för låten Den i midten av samma band. Ännu en musikvideo han är med i är för låten Henrik Rafaelsen av det norska bandet Tredjeprøve. 

## Filmografi (i urval)
| År        | Titel                    | Roll              | Noter                                          |
| --------- | ------------------------ | ----------------- | ---------------------------------------------- |
| 2015-2017 | SKAM                     | Isak Valtersen    | TV-serie                                       |
| 2017      | Melk                     | Kille från tinder | TV-serie                                       |
| 2018      | En Affære                | Markus            |                                                |
| 2019      | Vi Burde Ha Vært På Film | Alvin             | Kortfilm. Manus skrivet av Tarjei.             |
| 2019      | Strømmeland              |                   | Komediserie                                    |
| 2019      | On/Off                   |                   | Kortfilm. Alt. titel: The boyfriend experience |
| 2019      | Skitten Snø              | Nicolas           | TV-serie                                       |
| 2020      | Gledelig Jul             | Petter            | Planerad premiär - december 2020               |

## Teaterroller (i urval)
| År   | Titel                       | Roll                  | Noter                             |
| ---- | --------------------------- | --------------------- | --------------------------------- |
| 2016 | What Would Jesus Do         |                       | Antiteateret                      |
| 2017 | Det Går Bra                 |                       | Antiteateret                      |
| 2017 | Woman 2 Woman - A pussycal! | Justin bimbolake      |                                   |
| 2018 | Grease                      | Doody                 | Chateau Neuf                      |
| 2018 | Nyanser Av Gris             | Milan                 | Antiteateret                      |
| 2018 | Fru Guri av Edøy            | Halvard               | Smøla                             |
| 2018 | Snøfall                     | Håkon                 | Oslo Nye Teater                   |
| 2019 | En sporvogn til begjær      |                       | Oslo Nye Teater                   |
| 2019 | Min briljante venninne      | Alfonso, Peppe, Dario | Oslo Nye Teater                   |
| 2019 | Snøfall                     | Håkon                 | Oslo Nye Teater                   |
| 2020 | Til Ungdommen               |                       | Oslo Nye Teater                   |
| 2020 | 20. November                | Sebastian             | Oslo Nye Teater. Premiär 23 april |